# بهدان (بیرجند)
بهدان یک منطقهٔ مسکونی در ایران است که در دهستان باقران واقع شده‌است. براساس سرشماری مرکز آمار ایران در سال ۱۳۹۵، بهدان ۳۰۵ نفر جمعیت دارد.